# Fonni
Fonni – miejscowość i gmina we Włoszech, w regionie Sardynia, w prowincji Nuoro. Graniczy z Desulo, Gavoi, Lodine, Mamoiada, Orgosolo, Ovodda i Villagrande Strisaili.
Według danych na rok 2019 gminę zamieszkiwało 3796 osób, 34 os./km².